# Lijst van beelden in Den Haag-Oost
Dit is een (onvolledige) chronologische lijst van beelden in Den Haag-Oost. Onder een beeld wordt hier verstaan elk driedimensionaal kunstwerk in de openbare ruimte van de Nederlandse gemeente Den Haag, waarbij beeld wordt gebruikt als verzamelbegrip voor sculpturen, standbeelden, installaties, gedenktekens en overige beeldhouwwerken.

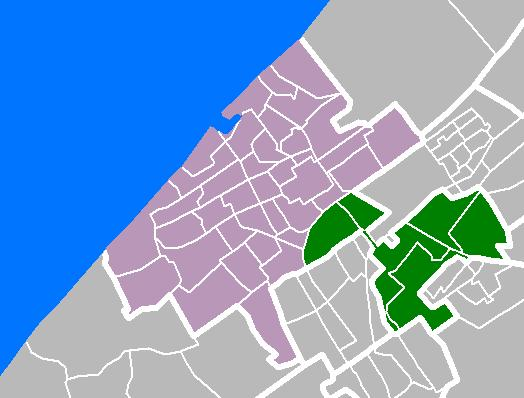

In deze lijst zijn niet de beelden opgenomen van de Beeldengalerij P. Struycken, de beeldenroute in het centrum van Den Haag. Verder wordt jaarlijks door Den Haag Sculptuur een beeldententoonstelling op het Lange Voorhout georganiseerd, ook deze tentoonstelling is niet opgenomen in deze lijst.
Den Haag-Oost bestaat uit de stadsdelen Laak en Leidschenveen-Ypenburg. Het wordt begrensd door Station Holland Spoor en de spoorlijn in het noorden en de stadsgrenzen van Den Haag in het oosten, zuiden en westen.
Voor een volledig overzicht van de beschikbare afbeeldingen zie: Beelden in Den Haag-Oost op Wikimedia Commons.
| Titel | Kunstenaar                                 | Straat                                    | Jaar | Materiaal                     | Afbeelding |
| --- | ------------------------------------------ | ----------------------------------------- | ---- | ----------------------------- | ---------- |
| Monument Grenadiers en Jagers                                                                                  | Dirk Bus                                   | Böttgerwater (tot 2010 Johan de Wittlaan) | 1951 |                               |            |
| Monument J.W. Albarda                                                                                          | Titus Leeser                               | Alberdingk Thijmplein                     | 1961 |                               |            |
| Monumentale klok                                                                                               | Jaap Karman                                | Koningin Julianaplein                     | 1977 |                               |            |
| Variant op ring III                                                                                            | Hans Kleyweg                               | Allard Piersonlaan                        | 1985 |                               |            |
| Echtelijke ruzie                                                                                               | Jo Klingers                                | Noordpolderkade                           | 1986 |                               |            |
| Plastiek (In 2020 of 2021 door de Nederlandse Spoorwegen vernietigd bij de verbouwing van station Den Haag HS) | Auke de Vries                              | Station HS                                | 1986 |                               |            |
| Pitcher | Peter Kortekaas                            | Wenckebachstraat                          | 1986 |                               |            |
| Sheet with frame                                                                                               | Lon Pennock                                | Sinjeur Semeynsweg                        | 1987 |                               |            |
| zonder titel                                                                                                   | Joop Pellinkhof                            | Deimanstraat                              | 1987 |                               |            |
| Kleurvelden op een gebogen en gedraaide vorm                                                                   | Matthijs van Dam en Peter Jansen           | Binckhorstlaan                            | 1991 | staal                         |            |
| onbekend | Hans van Bentem                            | Johanna Westerdijkplein                   | 1997 |                               |            |
| Monument gevallenen in Ypenburg                                                                                | Ineke van Dijk                             | Ypenburg, Ilsy plantsoen                  | 2000 |                               |            |
| Binck Twins | Berry Holslag                              | Binckhorstlaan                            | 2001 |                               |            |
| Terp van Leidschenveen                                                                                         | Laurens Kolks                              | Molenpolderstraat                         | 2009 |                               |            |
| Vlaggenmonument                                                                                                | Marte Röling                               | Cromvlietplein                            |      |                               |            |
| Rund en mens verweven                                                                                          | Aart van den IJssel                        | Slachthuisplein                           | 1962 |                               |            |
| onbekend |                                            | Mercuriusweg                              |      |                               |            |
| Bronzen beeld met zitplaatsen                                                                                  | Erna Nijman                                | Slachthuislaan                            |      |                               |            |
| onbekend |                                            | Donau - Theems - Neckar                   |      |                               |            |
| Godheid van de Bedachtzame Dynamiek                                                                            | LaSalle (Albert Goederond en Patty Struik) | Molenpolderstraat                         | 2012 |                               |            |
| Steentijdbewoners                                                                                              | Maja d'Hollosy                             | Vuursteen                                 | 2006 | hout en brons                 |            |
| Ling Zhi Helicopters                                                                                           | Huang Yong Ping                            | De Mok                                    | 2020 | koper en helikopteronderdelen |            |
| Monument voor Anthon en Anthonia                                                                               | onbekend                                   | Anthony Fokkersingel                      | 2021 | steen                         |            |